# 豊田市立崇化館中学校
豊田市立崇化館中学校（とよたしりつ そうかかんちゅうがっこう）は、愛知県豊田市栄町二丁目にある公立中学校。名称は挙母藩藩主内藤学文の設置した藩校「崇化館」に由来する。
学校は市街より高い場所にあるため、豊田スタジアムなど豊田市街が見渡せる。
現在の立地は、藩校崇化館があった地区とは学区が異なっている。
同校は、元「挙母市立東部中学校」。現在の名になったのは1959年（昭和34年）。この年、市名が「挙母市」から「豊田市」に改称された。これに合わせ、校名変更の動きが起こる。意見調査の結果、校名を変更することに。そして名称は、調査結果と関係機関の審議により「崇化館中学」に決定した。「［藩校］崇化館は挙母藩の子弟に質実剛健な教育を施し、当地の教育の基礎を開いたこと等を考えあわせ、この校名にすることにした」とされている。

## 通学区域
以下の小学校区。
- 豊田市立朝日小学校
- 豊田市立挙母小学校
- 豊田市立元城小学校

## 周辺
- 豊田工業高等専門学校
- 豊田市立朝日小学校
- 国道155号
- セブン-イレブン豊田市栄生町5丁目店

## 著名な出身者
- 渡辺捷昭 - トヨタ自動車副会長
- 杉浦忠 - 元プロ野球選手（投手）[2]。元南海ホークス・福岡ダイエーホークス監督
- 平田洋 - 元プロ野球選手（投手）。中日ドラゴンズ（1993年ドラフト会議1位指名）・大阪近鉄バファローズ[3] / 現：豊田鉄工[4]
- 堂林翔太 - プロ野球選手（内野手）・広島東洋カープ所属（2009年ドラフト会議2位指名）
- 深津英臣 - バレーボール全日本男子選手[5]
- 諏訪道彦 - テレビプロデューサー
- 太田博久 - お笑い芸人（ジャングルポケット）
- ポニー福元 - お笑い芸人